# Witold Lipski (1925–1998)
Witold Bartłomiej Lipski (ur. 15 czerwca 1925 w Dębowcu, zm. 4 kwietnia 1998) – polski ekonomista i polityk, poseł na Sejm PRL VI, VII, VIII i IX kadencji, w latach 1985–1989 członek Rady Państwa.

## Życiorys
W 1950 ukończył studia w Szkole Głównej Planowania i Statystyki w Warszawie, w 1964 uzyskał stopień doktora nauk rolniczych. Wieloletni członek partii ludowych: od 1946 Stronnictwa Ludowego, potem Zjednoczonego Stronnictwa Ludowego, od 1989 Polskiego Stronnictwa Ludowego „Odrodzenie”, od 1990 PSL. Należał także do władz ZSL: był członkiem Naczelnego Komitetu (1964–1984 i 1988–1989), członkiem prezydium NK (1971–1981), sekretarzem NK (1980–1981) i członkiem Sekretariatu NK (1981–1984).
Podczas okupacji członek ruchu oporu (Bataliony Chłopskie), po wyzwoleniu działacz organizacji młodzieżowych. W latach 1951–1956 kolejno redaktor, kierownik działu i zastępca redaktora naczelnego Państwowego Wydawnictwa „Iskry”, w latach 1957–1963 kierownik Biura Współpracy z Zagranicą przy NK ZSL; od 1957 związany z redakcją miesięcznika „Wieś Współczesna” – sekretarz redakcji (1957), zastępca redaktora naczelnego (1957–1965), redaktor naczelny (1965–1980 i 1981–1990).
W latach 1985–1989 członek Rady Państwa, w latach 1972–1989 poseł na Sejm PRL VI, VII, VIII i IX kadencji, w latach 1977–1990 wiceprezes Rady Naczelnej Towarzystwa Łączności z Polonią Zagraniczną „Polonia”. Był także członkiem Komitetu Wykonawczego Rady Krajowej Patriotycznego Ruchu Odrodzenia Narodowego oraz członkiem Komisji Wspólnej Przedstawicieli Rządu i Episkopatu.
Opublikował książkę Czy światu grozi głód? (tom 112 serii wydawniczej Omega, Warszawa 1968).
Ojciec informatyka Witolda Lipskiego.
Pochowany na cmentarzu Powązki Wojskowe w Warszawie (kwatera C39-5-7).

## Odznaczenia[2]
- Order Sztandaru Pracy II klasy
- Krzyż Oficerski Orderu Odrodzenia Polski
- Krzyż Kawalerski Orderu Odrodzenia Polski
- Złoty Krzyż Zasługi
- Krzyż Partyzancki
- Medal 10-lecia Polski Ludowej (1955)[3]
- Medal 30-lecia Polski Ludowej
- Medal 40-lecia Polski Ludowej
- Złota honorowa odznaka Związku Młodzieży Wiejskiej (1970)[4]
- Medal „Za zasługi dla ruchu ludowego” (1984)[5]